# Словеначки четници
Словеначки четници (словен. Slovenski četniki) су били словеначки припадници Југословенске војске у отаџбини, који су деловали у Другом светском рату. Број припадника ове формације у Словенији је био око 300-600 и никада нису имали већи утицај.
Током ратних година 1941—1945. у данашњој Словенији су осим партизана деловале и јединице Беле гарде, Словеначки домобрани и словеначки четници које су често називани Плавогардејци иако себе нису никад називали тим термином. То је био део Југословенске војске (ЈВ) који је деловао по упутствима владе у Лондону и био потчињен генералу Дражи Михаиловићу.
Циљ је био да се очува монархија и идеја Југославије, уз помоћ Западних савезника.
Заповедник словеначких четника био је најпре пуковник Јака Авшич, а када је он средином 1941. прешао у партизане, заповедник је постао војвода Карл Новак, који је касније унапређен у чин потпуковника.
Јединице словеначких четника су уништиле партизанске јединице у биткама у Грчарицама и Турјаку, па оне до краја рата нису имале никакву војну вредност. Године 1943. Новак је отишао у Италију као представник генерала Михаиловића за везу са Западним савезницима.
Почетком 1944. за вршиоца дужности команданта Југословенске војске у Словенији (словеначки део Југословенске војске у отаџбини (ЈВУО) постављен је Владимир Ваухник. Он је јуна 1944. године напустио Љубљану и отишао у Италију, одакле се пребацио у Швајцарску.
За време рата између 300 – 600 четника углавном су деловали као доушници и диверзанти.